# Abu Bakr al-Ajurri
Abu Bakr al-Ajurri est un érudit musulman du Xe siècle (IVe siècle AH), originaire de Bagdad dans le califat abbasside d'Irak.

## Biographie
L'imam al-Ajurri est un érudit islamique du Xe siècle (IVe siècle AH), originaire de la ville de Darb al-Ajurr dans l'ouest de Bagdad, après avoir étudié avec de nombreux universitaires en Irak. Il emménage à La Mecque et y enseigne. Il y vit pendant 30 ans jusqu'à sa mort en 970. 
Al-Ajurri est communément appelé érudit Shafi'is ; Ibn Abi Ya'la le considère comme un Hanbali. Parmi ses professeurs figurent Al-Hafiz Abul Muslim Ibrahim bin Abdillah bin Muslim Al-Bashri Al-Kajji et aussi Abu Bakr Abd-allah bin Sulayman bin Al-Ash'ath As-Sijistani, fils de l'imam Abu Dawud de Sunan Abu Dawud. Un de ses élèves les plus célèbres est Abu Nu'aym al-Asbahani qui diffuse ses hadiths après sa mort.
Al-Ajurri marque considérablement ses contemporains, auteurs, savants et muhaddiths d'Irak par son savoir.
Le juriste et imam irakien Ibn Khallikan le décrit ainsi : « Il était juriste Shafi'i et muhaddith, il est l'auteur du célèbre livre Al-Arba'in. C'était un homme juste et pieux. »[réf. nécessaire]
Al-Dhahabi, savant originaire de Damas : « L'Imam, le Muhaddith, il était l'Imam de la grande mosquée de La Mecque (Imam al-Haram) ; un homme véridique, charitable et pieux, un homme au caractère exemplaire.

## Bibliographie

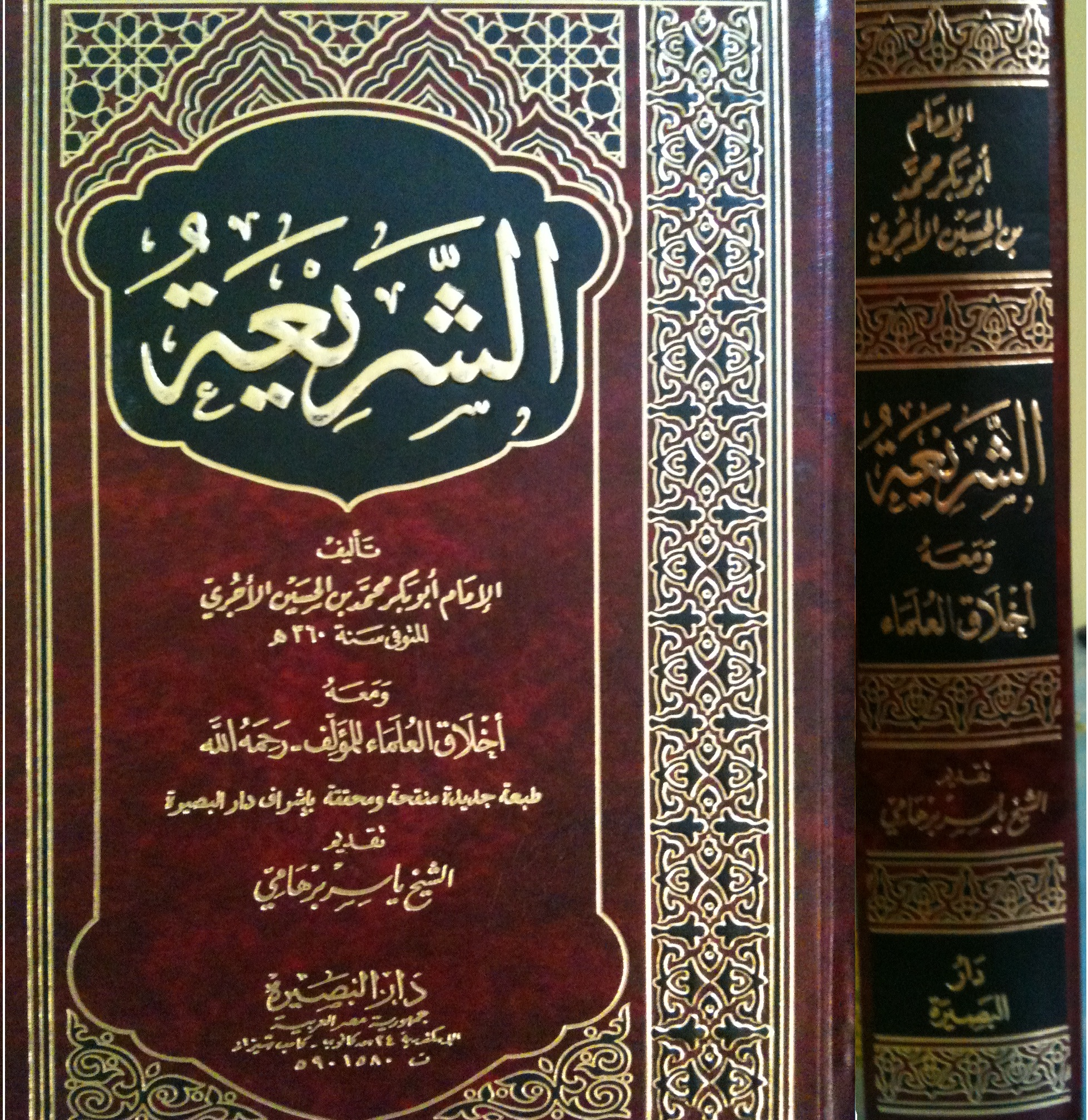
Kittab al-Shari'a.